# Hillsboro (Kansas)
Hillsboro é uma cidade localizada no estado americano de Kansas, no Condado de Marion.

## Demografia
Segundo o censo americano de 2000, a sua população era de 2854 habitantes.
Em 2006, foi estimada uma população de 2715, um decréscimo de 139 (-4.9%).

## Geografia
De acordo com o United States Census Bureau tem uma área de
5,1 km², dos quais 5,1 km² cobertos por terra e 0,0 km² cobertos por água. Hillsboro localiza-se a aproximadamente 436 m acima do nível do mar.

## Localidades na vizinhança
O diagrama seguinte representa as localidades num raio de 20 km ao redor de Hillsboro.